# Šiteno-dži
Šiteno-dži (japonsko: 四天王寺, »Tempelj štirih nebeških kraljev«) je budistični tempelj v Osaki na Japonskem. Znan je tudi kot Arahaka-dži, Nanba-dži ali Micu-dži. Tempelj včasih velja za prvi budistični in najstarejši uradno upravljani tempelj na Japonskem, čeprav so bili tempeljski kompleks in stavbe skozi stoletja na novo zgrajeni, pri čemer je bila zadnja rekonstrukcija izvedena leta 1963. To je sedež tempelj budistične sekte Va.

## Zgodovina
Princ Šōtoku je bil znan po svoji globoki budistični veri, ko budizem v 6. stoletju na Japonskem ni bil razširjen. Da bi populariziral budizem, je princ Šōtoku vodil ogromen nacionalni projekt za promocijo budizma in naročil gradnjo Šiteno-dži. Princ Šōtoku je povabil tri korejske tesarje iz Baekjeja. Prinesli so znanje in vodili gradnjo Šiteno-dži.
Same tempeljske stavbe so bile skozi stoletja nekajkrat prezidane; večina sedanjih struktur je iz časa, ko je bil tempelj nazadnje v celoti obnovljen leta 1963. Eden od članov, ki je sodeloval pri začetni gradnji templja v 6. stoletju, je pozneje ustanovil podjetje Kongō Gumi, ki je bilo specializirano za gradnjo templjev in svetišč. Kongō Gumi je bilo najstarejše podjetje na svetu, dokler ga leta 2004 ni kupila Takamacu Construction Group.
- Model tempeljskega kompleksa v času njegove gradnje v muzeju prefekture Osaka Čikacu Asuka.
- Tonirana fotografija večje glavne dvorane in pagode okoli leta 1880, pred pomanjšano moderno rekonstrukcijo. Posnel Kusakabe Kimbei.
- Ruševine petstopenjske pagode po uničenju tajfuna Muroto leta 1934.

## Opis
Šitenō se nanaša na štiri nebeške kralje v budizmu. Tempelj, ki ga je princ Šōtoku zgradil v njihovo čast, je imel štiri ustanove, od katerih je vsaka pomagala Japoncem doseči višjo raven civilizacije. Ta Šika-in (四箇院, »Štiri ustanove«) je bil osredotočen na garan (伽藍) s sedmimi stavbami (kompleks znotraj obzidja) in je vključeval Kjōden-in (»Institucija za vero in izobraževanje«), Hiden-in (»Ustanova blaginje«), Rjōbjō-in (»bolnišnica«) in Seijaku-in (»lekarna«) za zagotavljanje osnovne oskrbe prebivalcem Japonske. Znano je, da so trije od štirih delov obstajali znotraj templja v obdobju Kamakura.
Garan (izraz, ki označuje sedem dvoran, ki sestavljajo idealno zgradbo budističnega templja.) je sestavljen iz petnadstropne pagode, glavnega zlatega paviljona (Kondo), v katerem je podoba bodhisatve Kannon, in Kōdō (»predavalnice«) pod pokritim hodnikom, ki ima troje vrat; vrata Deva (仁王門, Niōmon) (znana tudi kot čūmon (中門)), zahodna vrata in vzhodna vrata. Ta osrednji kompleks obdajajo Velika južna vrata (Nandaimon) in Velika vzhodna vrata (Higaši-no-ō'mon). Na zahodu so Velika zahodna vrata (Niši-no-ō'mon), znana tudi kot Gokuraku-mon (極楽門). Nadalje proti zahodu je kamniti tori, ki naj bi bil vzhodna vrata v Sukhavati, Čista dežela Zahoda.
V dvorani Kameido je kamnita skulptura iz 7. stoletja v obliki želve, ki so jo uporabljali za državne obrede z vodo. To sta 2 predmeta v obliki želve, ki si stojita nasproti. Kamniti bazen in zgornji del želve sta bila izklesana iz posameznih kosov kamna Tacujama. Te so podobne rezbarijam na ruševinah Sakafuneiši, za katere se verjame, da so bile ritualno mesto cesarice Kōgjoku (594-661) v Asuki, prefektura Nara. Danes se še vedno uporabljajo za obrede v spomin na prednike z lebdečimi ploščami lesa z njihovimi imeni na vodi.
Spominki Šiteno-dži se prodajajo 21.-ga v mesecu.

## Galerija
- Pagoda Šitenō-dži
- Kondō
- Velika zahodna vrata (Gokuraku-mon)
- Velika vzhodna vrata
- Velika južna vrata (Nandai-mon)
- Severni zvonik
- Južni zvonik
- Kamnit tori
- Dvorišče
- Niōmon
- Niōmon
- Daimon 1
- Daimon 2
- Kipi Kukai